# Mute Math
Mutemath, ook wel bekend als MUTEMATH en MuteMath, is een voor de Grammy Award genomineerde Amerikaanse indierockband uit New Orleans, die geformeerd is in 2003. De muziek van Mutemath bestaat uit verschillende elementen zoals rock, new wave, electro, psychedelia en jazz. De groep bestaat uit Paul Meany (rhodes piano, keytar, samples, zang en gitaar); Darren King (drums, samples en programmering); en Roy Mitchell-Cárdenas (basgitaar & upright bas).
Het eerste album van Mutemath, of eigenlijk een ep, heet Reset EP. Dit album is uitgebracht in 2004. Het eerste volledige studioalbum van Mutemath heet Mutemath. Dit album kwam in de VS uit op 19 januari 2006. Op 26 september van dat jaar kwam de bewerkte versie van dit album uit, met een aantal nieuwe nummers. In 2007 kwam dit album naar Europa. Het tweede album kwam uit in 2009, en is genaamd Armistice.